# Enterogastrona
La enterogastrona es un péptido descubierto en los años 40, siendo el producto del llamado gen proglucagón. Este gen se encuentra en el páncreas donde secreta glucagón, y en el intestino, donde produce GLP-1 y GLP-2 como parte del mismo producto. 
La hormona GLP-1, así como el péptido inhibidor gástrico(GIP- actualmente llamado péptido insulinotrópico dependiente de glucosa), se la considera una incretina. Sus funciones son la de estimular la secreción de insulina, aumentar la expresién genética (ARN) de insulina, disminuir el apetito inhibiendo péptidos hipotalámicos, y se considera también importante para la síntesis de grasa en el tejido adiposo.
Es secretado por las células L del intestino cuando hay lípidos en la luz del intestino delgado, carbohidratos y proteínas en la dieta. Otras hormonas como el GIP también afectan a la secreción, pero eso es dependiente de cada especie. 
Es importante recalcar que el tipo de grasa que se consuma va a cambiar la secreción de esta hormona, siendo las grasas saturadas como la manteca, que tienen menor efecto, y las insaturadas, como el aceite de oliva o soya, que producen una mayor secreción. Por sus funciones, algunas compañías farmacéuticas buscan el uso de esta hormona como tratamiento para la obesidad y la diabetes tipo II.
- Datos: Q3267191